# Title (canción)
«Title» es una canción interpretada por la cantante y compositora estadounidense Meghan Trainor, incluida en su álbum de estudio debut Title, de 2015. Trainor la compuso junto a Kevin Kadish, quien se encargó de la producción de la pista.
El tema recibió comentarios mixtos por parte de la crítica, Chris DeVille de Stereo Gum, comparó el verso rapeado presente en la canción, con los trabajos de Iggy Azalea y Amy Heidemann de Karmin. Por otro lado el tema alcanzó la posición cien de Billboard Hot 100, esto sin ser lanzado como sencillo, además se posicionó en la novena casilla en Nueva Zelanda, donde recibió un disco de oro. El tema hace parte de la lista de canciones interpretadas en la primera gira de conciertos de Trainor, That Bass Tour.

## Descripción y recepción

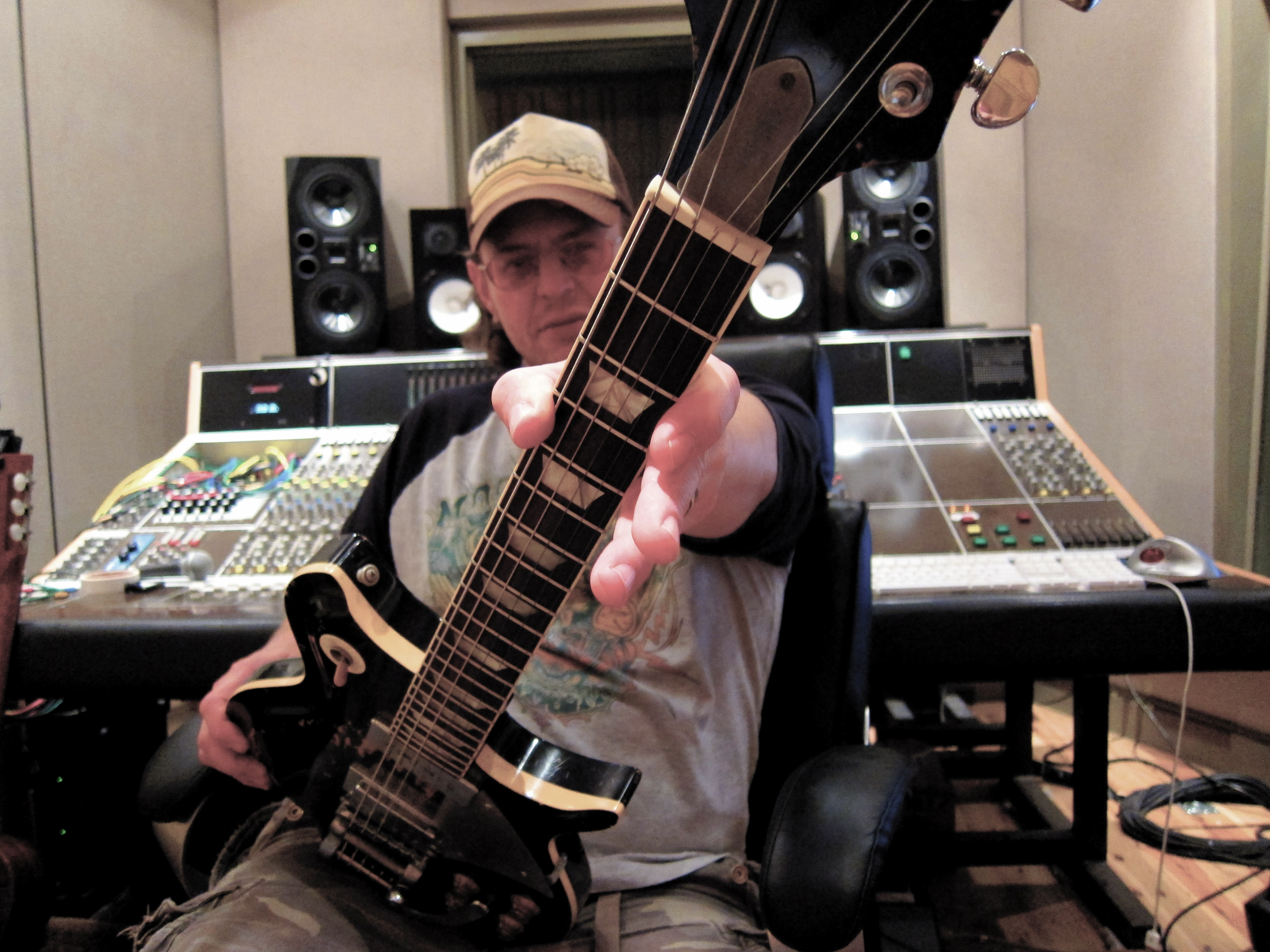
Kevin Kadish, compuso y produjo «Title», así como otras canciones del álbum.

«Title» es una canción que pertenece al género de soca pop y tiene una duración de 2:54 (dos minutos y cincuenta y cuatro segundos). Trainor la compuso junto a Kevin Kadish, quien también la produjo. En ella mezcla coros con ukulele y trompa de folk pop, con un ritmo de percusión programado. Contiene un puente influenciado en el ska, con palmas y efectos sutiles modernos. La letra del tema, retrata a la artista exigiéndole a su amante poner un nombre en su estado civil.  Christina Garibaldi de MTV News, escribió que la canción sirve como lección para las mujeres a mostrarse indiferentes a las relaciones de «amigos-con-beneficios». Trainor consideró que «Title» mostraba lo que se trataba su estilo artístico y dijo: «Me encantó que "Title" mostrara un pequeño tambor caribeño antes del coro, y luego, como puente, una mezcla de rap que sonaba totalmente diferente». Fue descrita por la cantante, como «Llámame novia, estoy enferma de ser tu cosa de abucheo, así que llámame novia y dame ese título».
El verso de rap del tema, fue comparado con las obras de la rapera australiana Iggy Azalea y del dúo estadounidense Karmin. Lindsay Eidell de Glamour, la llamó una pista optimista y pegadiza. Alexa Camp de Slant Magazine dijo que: «Trainor canta y, sí, rapea con un patois con menos buena fe auténtica, garantiza el mismo escrutinio». En una crítica agridulce, Brandon Taylor de Sputnikmusic, expresó que «"Title" envía el mensaje que las mujeres deberían aspirar a ser tipos de esposa trofeo, que existan únicamente para ser lucidas por los hombres». A pesar de no ser lanzado como sencillo, «Title» se las ingenió para ingresar a varios listados de música, En Estados Unidos, la canción primero logró la posición dieciséis de Bubbling Under Hot 100, una extensión de veinticinco canciones que no pudieron entrar a la lista principal. Tiempo después, la pista ingresó como debut a la posición 100 de Billboard Hot 100, gracias a 32 000 descargas que significaron un incremento de 197 %. «Title» logró la posición número nueve de New Zealand Singles Chart, siendo su segundo top diez, después de «All About That Bass», gracias a eso la Recorded Music NZ (RMNZ), le otorgó un disco de oro por 7500 descargas legales en la isla. El tema también ingresó a la lista Ultratip de la región valona de Bélgica, en la posición treinta y uno.

## Vídeo y presentaciones
Un vídeo musical para «Title» se filmó el 21 de octubre de 2014 en Los Ángeles, en una sala de cine de la ciudad. El vídeo fue dirigido por Fatima Robinson, quien anteriormente había dirigido «All About That Bass» de Trainor. La premisa del vídeo sigue el concepto del concurso de belleza Mr. America, Trainor estuvo acompañada por varios cineastas y modelos masculinos, que llevaban fajas, mientras que Trainor lucía un vestido verde lima brillante. La cantante interpretó «Title» por primera vez en MTV, el 6 de octubre de 2014, luego el 14 de octubre de 2014, la volvió a interpretar en una sesión para el National Post. También interpretó la pista, como repertorio del Jingle Ball Tour de 2014. «Title», hace parte de la lista de canciones interpretadas en la primera gira de conciertos de Trainor, That Bass Tour.
El 15 de diciembre de 2021 el videoclip fue subido al canal de YouTube de Meghan Trainor tras ganar popularidad las semanas anteriores en TikTok.

## Posicionamiento en listas
| País           | Lista                     | Mejor posición |
| -------------- | ------------------------- | -------------- |
| Bélgica        | Ultratip Valonia          | 31             |
| Estados Unidos | Billboard Hot 100         | 100            |
| Estados Unidos | Pop Digital Songs         | 27             |
| Nueva Zelanda  | New Zealand Singles Chart | 9              |

| País           | Organismo certificador | Certificación | Ref.   |
| -------------- | ---------------------- | ------------- | ------ |
| Estados Unidos | RIAA                   | Oro           | [ 27 ] |
| Nueva Zelanda  | RMNZ                   | Oro           | [ 4 ]  |

## Créditos y personal
Grabación y mezcla
- Grabado en Carriage House, Nolensville, Tennessee
- Mezclado en The Mastering Palace, ciudad de Nueva York, Nueva York
- Publicación de Year Of The Dog Music (ASCAP), una división de Big Yellow Dog, LLC / Over-Thought Under-Appreciated Songs (ASCAP)

Personal
- Meghan Trainor: Voz, composición, producción ejecutiva, corista, percusión
- Kevin Kadish: Producción, composición, batería, programación, guitarra, bajo eléctrico, sonido, mezcla
- David Baron: Piano, bombardino barítono, saxofón, órgano Hammond
- David Kutch: Máster de grabación
- Compañía discográfica: Epic Records.

Fuentes: Notas del disco Title.